# Chiesa dei Santi Antonio di Padova e Annibale Maria
La chiesa dei Santi Antonio di Padova e Annibale Maria è un luogo di culto cattolico di Roma, situato nel quartiere Tuscolano, in piazza Asti.

## Storia
Fu costruita su progetto dell'arch. Costantino Forleo e dell'ing. Raffaele Boccuni negli anni 1956-1958 e consacrata dal cardinale Luigi Traglia il 27 maggio 1965. Due lapidi interne alla chiesa ricordano che due papi l'hanno visitata, Paolo VI nel 1974 e Giovanni Paolo II nel 1979.
La chiesa è sede parrocchiale, istituita nel 1956 ed affidata ai padri rogazionisti, proprietari dell'edificio, il cui fondatore, Annibale Maria Di Francia, è uno dei contitolari della chiesa. Essa è inoltre sede del titolo cardinalizio di Sant'Antonio da Padova in Via Tuscolana.

## Descrizione

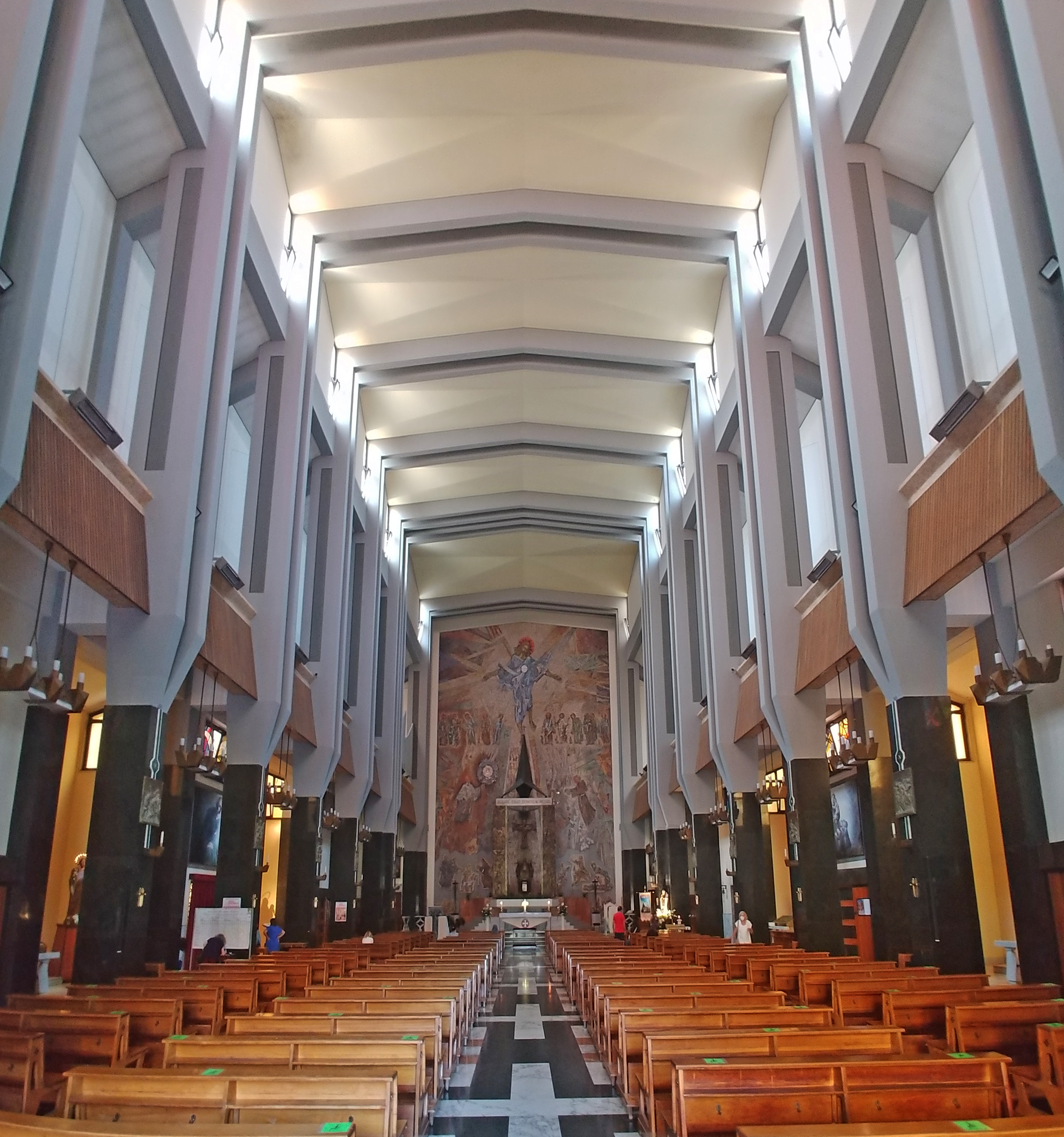
Interno

### Esterno
L'esterno della chiesa dei santi Antonio di Padova e Annibale Maria è caratterizzato dalla facciata; quest'ultima, a salienti, con le due ali laterali poco pronunciate, è rivestita con un paramento murario costituito d blocchi rettangolari di travertino disposti su più fasce orizzontali. Al centro della parte inferiore, si aprono i tre portali; quello di mezzo, più grande rispetto ai due laterali, è sormontato da un piccolo protiro pensile contenente un gruppo scultoreo in bronzo con, al centro, Sant'Antonio da Padova col Bambino. Sui due portali laterali, invece, si trovano due mosaici realizzati da Marko Ivan Rupnik e raffiguranti Sant'Antonio da Padova (a sinistra) e Sant'Annibale Maria Di Francia (a destra). Nella parte superiore della facciata, si aprono cinque grandi monofore che danno luce all'interno.
Sulla destra della chiesa, si trova il complesso parrocchiale. Sull'angolo tra piazza Asti e via Tuscolana, si eleva l'imponente torre campanaria, con un'altezza di 47 metri. Essa si compone di dieci ordini e dalla cella campanaria; al posto della prevista cuspide di coronamento, è stata realizzato un piedistallo, sul quale poggia una croce in ferro. Il campanile ospita un concerto di 8 bronzi, in scala diatonica maggiore di Re♭3, fuso dalla fonderia Francesco de Poli di Vittorio Veneto nel 1961., uno dei concerti del periodo d'oro della suddetta fonderia, e uno dei più apprezzati a livello campanario.

### Interno
L'interno della chiesa dei Santi Antonio di Padova e Annibale Maria è a tre alte navate, con cappelle laterali; le navate laterali sono sormontate dai matronei, che sono uniti nella controfacciata dalla cantoria. La chiesa è priva di abside.
L'ultima campata della navata centrale è più lunga rispetto alle altre ed ospita il presbiterio, rimodernato nel 2009. In quest'anno sono stati installati tre nuovi arredi in marmo policromi: l'ambone, sul lato di sinistra; l'altare maggiore, al centro; la sede presidenziale, sul lato di destra. Al centro, in posizione arretrata, vi è il vecchio altare maggiore, che presenta un tabernacolo in alabastro ed il ciborio, con una particolare copertura tetraedrica in bronzo poggiante su tre robusti pilastri in marmo verde. La parete fondale è interamente rivestita da un mosaico realizzato negli anni ottanta del XX secolo e che ha come tema Date loro voi stessi da mangiare. In esso sono raffigurati al centro Cristo che dà il nutrimento materiale e spirituale per l'umanità a Sant'Antonio da Padova (a destra) e a Sant'Annibale Maria Di Francia (a destra); in basso, vi sono gli apostoli.
Sul matroneo alla sinistra del presbiterio, si trova l'organo a canne, costruito nel 1972 dalla ditta organaria Rosario Chichi. A trasmissione elettrica, dispone di 17 registri; la sua consolle, mobile indipendente, è situata a pavimento e dispone di due tastiere e pedaliera.